# Чемпионат мира по стрельбе 1982
Чемпионат мира по стрельбе 1982 года прошёл в Каракасе (Венесуэла).

## Общий медальный зачёт
| Место | Страна         | Золото | Серебро | Бронза | Всего |
| ----- | -------------- | ------ | ------- | ------ | ----- |
| 1     | СССР           | 34     | 15      | 15     | 64    |
| 2     | США            | 3      | 9       | 8      | 20    |
| 3     | ГДР            | 3      | 1       | 3      | 7     |
| 4     | Норвегия       | 2      | 4       | 3      | 9     |
| 5     | ФРГ            | 2      | 3       | 3      | 8     |
| 6     | Италия         | 2      | 1       | 3      | 6     |
| 7     | Испания        | 2      | 1       | 0      | 3     |
| 8     | Швейцария      | 1      | 4       | 0      | 5     |
| 9     | Китай          | 1      | 3       | 6      | 10    |
| 10    | Венгрия        | 1      | 3       | 1      | 5     |
| 11    | Великобритания | 1      | 2       | 3      | 6     |
| 12    | Швеция         | 1      | 1       | 3      | 5     |
| 13    | Австралия      | 1      | 1       | 0      | 2     |
| 14    | Финляндия      | 1      | 0       | 2      | 3     |
| 15    | Франция        | 0      | 2       | 2      | 4     |
| 16    | Польша         | 0      | 1       | 1      | 2     |
| 17    | Румыния        | 0      | 1       | 0      | 1     |
| 17    | Канада         | 0      | 1       | 0      | 1     |
| 19    | Австрия        | 0      | 0       | 1      | 1     |

## Медалисты

### Мужчины
Винтовка
| Дисциплина                               | Золото                                                                              | Серебро                                                                              | Бронза                                                                               |
| ---------------------------------------- | ----------------------------------------------------------------------------------- | ------------------------------------------------------------------------------------ | ------------------------------------------------------------------------------------ |
| Винтовка с трёх позиций, 50 м            | Владимир Львов (СССР)                                                               | Петер Хайнц (ФРГ)                                                                    | Виктор Власов (СССР)                                                                 |
| Винтовка с трёх позиций, 50 м (команды)  | СССР · Кирилл Иванов · Владимир Львов · Александр Митрофанов · Виктор Власов        | Великобритания · Алистер Аллан · Малколм Купер · Барри Даггер · Дж.Дэвис             | Норвегия · Арнт-Олан Хаугланд · Терье Мелбие-Хансен · Харалд Стенвог · Геир Скирбекк |
| Винтовка лёжа, 50 м                      | Виктор Данильченко (СССР)                                                           | Вильям Беард (США)                                                                   | Виктор Власов (СССР)                                                                 |
| Винтовка лёжа, 50 м (команды)            | СССР · Виктор Данильченко · Геннадий Лущиков · Александр Митрофанов · Виктор Власов | ФРГ Хуберт Бихлер Петер Хайнц Ульрих Линд Вернер Зайбольд                            | Австрия · Альберт Дойринг · Лотар Хайнрих · Ханнес Райнер · Вольфрам Вайбель         |
| Винтовка с колена, 50 м                  | Петер Хайнц (ФРГ)                                                                   | Владимир Львов (СССР)                                                                | Александр Митрофанов (СССР)                                                          |
| Винтовка с колена, 50 м (команды)        | Великобритания · Алистер Аллан · Малколм Купер · Барри Даггер · Дж.Дэвис            | СССР · Кирилл Иванов · Владимир Львов · Александр Митрофанов · Виктор Власов         | США · Майкл Анти · Рэй Картер · Род Фитц Рандолф · Лоунс Виггер                      |
| Винтовка стоя, 50 м                      | Кирилл Иванов (СССР)                                                                | Харалд Стенвог (Норвегия)                                                            | Род Фитц Рандолф (США)                                                               |
| Винтовка стоя, 50 м (команды)            | СССР · Кирилл Иванов · Владимир Львов · Александр Митрофанов · Виктор Власов        | Норвегия · Арнт-Олан Хаугланд · Терье Мелбие-Хансен · Харалд Стенвог · Геир Скирбекк | Великобритания · Алистер Аллан · Малколм Купер · Барри Даггер · Дж.Дэвис             |
| Винтовка с трёх позиций, 300 м           | Геннадий Лущиков (СССР)                                                             | Виктор Данильченко (СССР)                                                            | Малколм Купер (Великобритания)                                                       |
| Винтовка с трёх позиций, 300 м (команды) | СССР · Виктор Данильченко · Владимир Львов · Геннадий Ларин · Геннадий Лущиков      | США · Глен Дабис · Рэй Картер · Дайвид Кимес · Лоунс Виггер                          | Норвегия · Тронд Кьёэл · Каре Инге Викен · Харалд Стенвог · Геир Скирбекк            |
| Винтовка лёжа, 300 м                     | Виктор Данильченко (СССР)                                                           | Малколм Купер (Великобритания)                                                       | Эрнест ван де Занде (США)                                                            |
| Винтовка лёжа, 300 м (команды)           | СССР · Виктор Данильченко · Владимир Львов · Виктор Власов · Геннадий Лущиков       | Швейцария · Куно Берчи · Антон Мюллер · Вальтер Индербитцин · Уэли Зарбах            | Норвегия · Торе Харц · Т.Хансен · Каре Инге Викен · Геир Скирбекк                    |
| Винтовка с колена, 300 м                 | Виктор Данильченко (СССР)                                                           | Куно Берчи (Швейцария)                                                               | Малколм Купер (Великобритания)                                                       |
| Винтовка с колена, 300 м (команды)       | СССР · Виктор Данильченко · Владимир Львов · Виктор Власов · Геннадий Лущиков       | Норвегия · Торе Харц · Харалд Стенвог · Каре Инге Викен · Геир Скирбекк              | США · Глен Дабис · Рэй Картер · Дайвид Кимес · Лоунс Виггер                          |
| Винтовка стоя, 300 м                     | Геннадий Лущиков (СССР)                                                             | Владимир Львов (СССР)                                                                | Лоунс Виггер (США)                                                                   |
| Винтовка стоя, 300 м (команды)           | СССР · Виктор Данильченко · Владимир Львов · Виктор Власов · Геннадий Лущиков       | США · Глен Дабис · Рэй Картер · Дайвид Кимес · Лоунс Виггер                          | ФРГ Хуберт Бихлер Петер Хайнц Ульрих Линд Рудольф Кренн                              |

Стандартная винтовка
| Дисциплина      | Золото                                                           | Серебро                                                              | Бронза                                                                        |
| --------------- | ---------------------------------------------------------------- | -------------------------------------------------------------------- | ----------------------------------------------------------------------------- |
| 300 м           | Харалд Стенвог (Норвегия)                                        | Лоунс Виггер (США)                                                   | Владимир Львов (СССР)                                                         |
| 300 м (команды) | Швейцария · Куно Берчи · Ханс Брэм · Мартин Биллетер · Б.Карабин | Норвегия · Торе Харц · Харалд Стенвог · Тронд Кьёэлл · Геир Скирбекк | СССР · Виктор Данильченко · Владимир Львов · Виктор Власов · Геннадий Лущиков |

Пневматическая винтовка
| Дисциплина     | Золото                                                                       | Серебро                                                   | Бронза                                                                     |
| -------------- | ---------------------------------------------------------------------------- | --------------------------------------------------------- | -------------------------------------------------------------------------- |
| 10 м           | Франк Реттковски (ГДР)                                                       | Пьер-Алэн Дюфо (Швейцария)                                | Андреас Вольфрам (ГДР)                                                     |
| 10 м (команды) | Норвегия · Арнт-Олан Хаугланд · Пер Эрик Локкен · С.Сотберг · Харалд Стенвог | ФРГ Курт Хилленбранд Курт Рит Освальд Шлипф Бернхард Зюсс | ГДР · Бернд Хартштайн · Свен Мартини · Франк Реттковски · Андреас Вольфрам |

Пистолет
| Дисциплина     | Золото                                                                           | Серебро                                                        | Бронза                                       |
| -------------- | -------------------------------------------------------------------------------- | -------------------------------------------------------------- | -------------------------------------------- |
| 50 м           | Рагнар Сканокер (Швеция)                                                         | Александр Мелентьев (СССР)                                     | Александр Егрищин (СССР)                     |
| 50 м (команды) | СССР · Александр Егрищин · Александр Мелентьев · Сергей Суматохин · Владас Турла | США · Эрик Булджунг · Джимми Маккой · Дон Найгорд · Юджин Росс | Китай · Чоу Чжицзянь · Су Цз. · Ван М. · Ван |

Скорострельный пистолет
| Дисциплина     | Золото                                                                     | Серебро                                                  | Бронза                                                      |
| -------------- | -------------------------------------------------------------------------- | -------------------------------------------------------- | ----------------------------------------------------------- |
| 25 м           | Игорь Пузырёв (СССР)                                                       | Ове Гунарссон (Швеция)                                   | Альфред Радке (ФРГ)                                         |
| 25 м (команды) | СССР · Афанасий Кузьмин · Игорь Пузырёв · Сергей Рысев · Владимир Вохмянин | Румыния · Г.Калота · Йон Корнелиу · В.Сулиу · Марин Стан | Венгрия · Ласло Орбан · Ласло Немет · Габор Планк · И.Салаи |

Пистолет центрального боя
| Дисциплина     | Золото                                                                | Серебро                                                           | Бронза                                                                 |
| -------------- | --------------------------------------------------------------------- | ----------------------------------------------------------------- | ---------------------------------------------------------------------- |
| 25 м           | Владас Турла (СССР)                                                   | Сергей Рысев (СССР)                                               | Жак Шерер (Франция)                                                    |
| 25 м (команды) | СССР · Афанасий Кузьмин · Игорь Пузырёв · Сергей Рысев · Владас Турла | Швейцария · Марсель Ансерм · С.Шнидер · Райнхард Ройс · Алекс Чуй | Финляндия · Сеппо Макинен · Ханну Паавола · П.Палакангас · Йоуни Вайнё |

Стандартный пистолет
| Дисциплина     | Золото                                                                           | Серебро                                                                 | Бронза                                                         |
| -------------- | -------------------------------------------------------------------------------- | ----------------------------------------------------------------------- | -------------------------------------------------------------- |
| 25 м           | Владас Турла (СССР)                                                              | Александр Мелентьев (СССР)                                              | Альдо Андреотти (Италия)                                       |
| 25 м (команды) | СССР · Александр Егрищин · Александр Мелентьев · Сергей Суматохин · Владас Турла | Италия · Альдо Андреотти · Г.Муссини · Джузеппе Квадро · Ренато Дзамбон | США · Эрик Булджунг · Джон Кайлер · Дон Найгорд · Мелвин Макин |

Пневматический пистолет
| Дисциплина     | Золото                                                                           | Серебро                                                        | Бронза                                                             |
| -------------- | -------------------------------------------------------------------------------- | -------------------------------------------------------------- | ------------------------------------------------------------------ |
| 10 м           | Владас Турла (СССР)                                                              | Александр Мелентьев (СССР)                                     | Александр Егрищин (СССР)                                           |
| 10 м (команды) | СССР · Александр Егрищин · Александр Мелентьев · Сергей Суматохин · Владас Турла | США · Эрик Булджунг · Джимми Маккой · Дон Найгорд · Дариус Янг | Швеция · В.Андерссон · В.Нилссон · Бенни Эстлунд · Рагнар Сканокер |

Стрельба по движущейся мишени
| Дисциплина                                                            | Золото                                                                           | Серебро                                                                | Бронза                                                                 |
| --------------------------------------------------------------------- | -------------------------------------------------------------------------------- | ---------------------------------------------------------------------- | ---------------------------------------------------------------------- |
| 50 м                                                                  | Юрий Каденаций (СССР)                                                            | Ежи Грешкевич (Польша)                                                 | Николай Дедов (СССР)                                                   |
| 50 м (команды)                                                        | СССР · Николай Дедов · Александр Иванчихин · Юрий Каденаций · Игорь Соколов      | Венгрия · Андраш Долешал · Золтан Кецели · Кальман Ковач · Иштван Пени | Китай · Хэ Б. · Ван Чжунъюань · Се · Сюй                               |
| Стрельба по мишени, движущейся с переменной скоростью, 50 м           | Николай Дедов (СССР)                                                             | Юрий Каденаций (СССР)                                                  | Ежи Грешкевич (Польша)                                                 |
| Стрельба по мишени, движущейся с переменной скоростью, 50 м (команды) | СССР · Николай Дедов · Александр Иванчихин · Юрий Каденаций · Сергей Савостьянов | Венгрия · Андраш Долешал · Золтан Кецели · Кальман Ковач · Иштван Пени | Финляндия · Хейкки Коскинен · Й.Ливонен · Матти Саэтери · Т.Вуохенситц |
| 10 м                                                                  | Игорь Соколов (СССР)                                                             | Сергей Савостьянов (СССР)                                              | Александр Иванчихин (СССР)                                             |
| 10 м (команды)                                                        | СССР · Юрий Каденаций · Александр Иванчихин · Сергей Савостьянов · Игорь Соколов | Китай · Хэ Б. · Ван Чжунъюань · Се · Сюй                               | США · Тодд Бенсли · Майкл Инглиш · Р.Джордж · Рэнди Стюарт             |

Траншейный стенд
| Дисциплина           | Золото                                                                   | Серебро                                                               | Бронза                                                                       |
| -------------------- | ------------------------------------------------------------------------ | --------------------------------------------------------------------- | ---------------------------------------------------------------------------- |
| Личное первенство    | Эладио Вальдуви (Испания) Лучано Джованнетти (Италия)                    |                                                                       | Даниэле Чиони (Италия)                                                       |
| Командное первенство | Италия · Сильвано Басаньи · Даниэле Чиони · Лучано Джованетти · А.Джиани | Франция · Кристоф Блеэн · Бернар Блондё · Мишел Каррега · Патрик Махо | СССР · Александр Асанов · Александр Лавриненко · Сергей Охотский · И.Семёнов |

Круглый стенд
| Дисциплина           | Золото                                                          | Серебро                                                         | Бронза                                                                             |
| -------------------- | --------------------------------------------------------------- | --------------------------------------------------------------- | ---------------------------------------------------------------------------------- |
| Личное первенство    | Дэниел Карлайл (США)                                            | Дин Кларк (США)                                                 | Норберт Хофман (ФРГ)                                                               |
| Командное первенство | США · Дэниел Карлайл · Дин Кларк · Мэтью Драйк · Олджер Маллинс | Франция · Г.Грепен · Стефан Тисье · Элие Перио · Бруно Россетти | Италия · И.Джанфарани · Чельсо Джардини · Лука Скрибани Росси · Раффаэле Вентилати |

### Женщины
Винтовка
| Дисциплина                                   | Золото                                                       | Серебро                                               | Бронза                                               |
| -------------------------------------------- | ------------------------------------------------------------ | ----------------------------------------------------- | ---------------------------------------------------- |
| Винтовка с трёх позиций, 50 метров           | Марлис Хельбиг (ГДР)                                         | Леся Лескиев (СССР)                                   | Анна Малахова (СССР)                                 |
| Винтовка с трёх позиций, 50 метров (команды) | СССР · Светлана Комаристова · Леся Лескиев · Анна Малахова   | ГДР · Гильда Горцкулла · Марлис Хельбиг · Марлис Мох  | США · Мэри Годлав · Карен Монез · Глория Парментьер  |
| Винтовка лёжа, 50 метров                     | Сирпа Юлёнен (Финляндия)                                     | Ивонна Хилл (Австралия)                               | Светлана Комаристова (СССР)                          |
| Винтовка лёжа, 50 метров (команды)           | Австралия · Ивонна Гоулэнд · Ивонна Хилл · Сильвия Муэльберг | СССР · Светлана Комаристова · Леся Лескиев · Т.Сычёва | Франция · Иветт Кюро · Доминик Эсно · Изабель Эберле |

Пневматическая винтовка
| Дисциплина          | Золото                                               | Серебро                                               | Бронза                                                     |
| ------------------- | ---------------------------------------------------- | ----------------------------------------------------- | ---------------------------------------------------------- |
| 10 метров           | Зигрид Ланг (ФРГ)                                    | Леся Лескиев (СССР)                                   | Марлис Хельбиг (ГДР)                                       |
| 10 метров (команды) | ГДР · Гильда Горцкулла · Марлис Хельбиг · Марлис Мох | США · Ванда Джевелл · Карен Монез · Глория Парментьер | СССР · Светлана Комаристова · Леся Лескиев · Анна Малахова |

Пистолет
| Дисциплина          | Золото                                                 | Серебро                                                  | Бронза                                          |
| ------------------- | ------------------------------------------------------ | -------------------------------------------------------- | ----------------------------------------------- |
| 25 метров           | Палма Балог (Венгрия)                                  | Инна Розе (СССР)                                         | Гао Цзяньминь (Китай)                           |
| 25 метров (команды) | СССР · Марина Добранчева · Инна Розе · Ауксне Трейните | Венгрия · Палма Балог · Марта Котроцо · Габриэлла Каньяи | Китай · Гао Цзяньминь · Вэнь Чжифан · Ян Цуйцин |

Пневматический пистолет
| Дисциплина          | Золото                                                 | Серебро                                     | Бронза                                               |
| ------------------- | ------------------------------------------------------ | ------------------------------------------- | ---------------------------------------------------- |
| 10 метров           | Марина Добранчева (СССР)                               | Ауксне Трейните (СССР)                      | Инна Розе (СССР)                                     |
| 10 метров (команды) | СССР · Марина Добранчева · Инна Розе · Ауксне Трейните | Китай · Гао Цзяньминь · Вэнь Чжифан · И Нан | Швеция · Моника Хаберг · Крис Юханссон · Гун Наэсман |

Траншейный стенд
| Дисциплина           | Золото                                                   | Серебро                                                                          | Бронза                          |
| -------------------- | -------------------------------------------------------- | -------------------------------------------------------------------------------- | ------------------------------- |
| Личное первенство    | Мария дель Кармен Гарсиа (Испания)                       | Сьюзан Наттрасс (Канада)                                                         | Елена Шиширина (СССР)           |
| Командное первенство | США · Кэрол Макклёр · Фрэнсис Стродтмэн · Конни Томсовик | Испания · Мария дель Кармен Гарсиа · Мария Тереса Муньос · Мания Долорес Паласон | Китай · Э Гао · Ли Ли · Сюй Яли |

Круглый стенд
| Дисциплина           | Золото                                     | Серебро                                          | Бронза                                                   |
| -------------------- | ------------------------------------------ | ------------------------------------------------ | -------------------------------------------------------- |
| Личное первенство    | Светлана Якимова (СССР)                    | Фэн Мэймэй (Китай)                               | Шао Вэйпин (Китай)                                       |
| Командное первенство | Китай · Фэн Мэймэй · У Ланьин · Шао Вэйпин | США · Терри Карлайл · Эллен Драйк · Конни Шиллер | Швеция · Ильва Янссон · Кате Магнуссон · Улла Самуэлссон |